# Karabin Springfield M21
Springfield M21 – amerykański karabin wyborowy. Produkowana na rynek cywilny i policyjny klon karabinu M21.

## Historia konstrukcji
W 1975 roku do uzbrojenia US Army przyjęto karabin wyborowy M21. Była to produkowana w zakładach Rock Island Arsenal wersja sportowego karabinu M14NM, który z kolei był odmianą M14, przepisowego karabinu armii amerykańskiej.
Zalety tej broni sprawiły, że w prywatnej firmie Springfield Armory uruchomiono produkcję podobnego karabinu, także opartego na konstrukcji M14. W odróżnieniu od oryginalnego M21, karabin Springfield M21 posiada ciężką lufę (firmy Douglas), kolbę z regulowaną poduszką podpoliczkową (baką), dwójnóg i celownik optyczny Leupold o powiększeniu zmiennym w zakresie 3,5 do 10x.

## Opis konstrukcji
Springfield M21 jest bronią samopowtarzalną. Zasada działania oparta na odprowadzaniu części gazów prochowych przez boczny otwór lufy, z krótkim ruchem tłoka gazowego. M21 strzela z zamka zamkniętego. Zamek ryglowany przez obrót. Mechanizm uderzeniowy kurkowy.
M21 jest zasilany z pudełkowych magazynków 20 nabojowych.
Karabin posiada lufę gwintowaną, skok gwintu 254 mm.
M21 wyposażony jest w osadę drewnianą. Kolba z integralnym chwytem pistoletowym i baką. Zasadniczym celownikiem jest celownik optyczny Leupold 3,5–10x. Karabin jest wyposażony w mechaniczne przyrządy celownicze (celownik przeziernikowy i muszka).